# Melanagromyza matricarioides
Melanagromyza matricarioides este o specie de muște din genul Melanagromyza, familia Agromyzidae, descrisă de Spencer în anul 1969.
Este endemică în Ontario. Conform Catalogue of Life specia Melanagromyza matricarioides nu are subspecii cunoscute.